# Üdvözítő

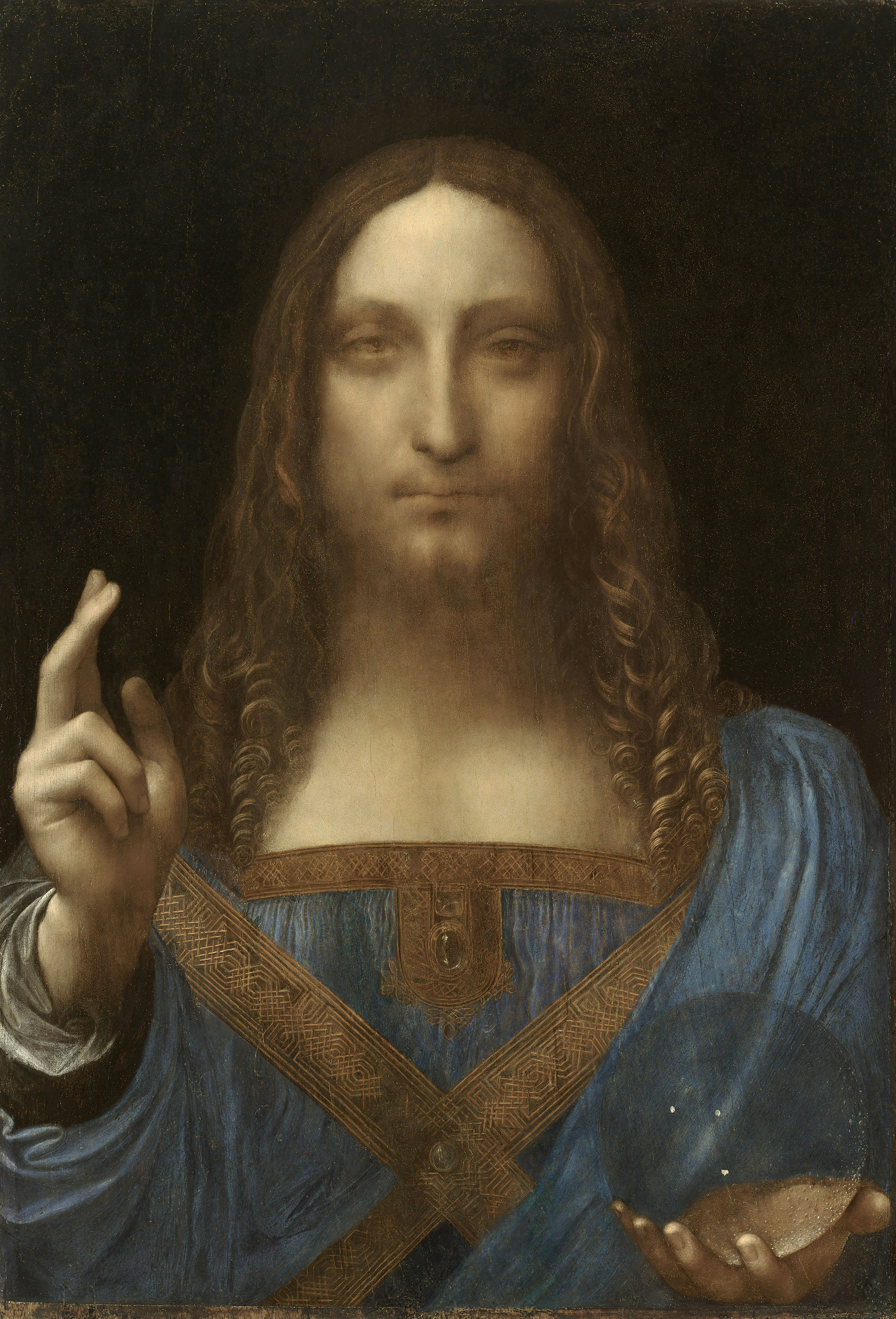
Salvator Mundi, Leonardo da Vinci festménye (1500)

Az Üdvözítő vagy régiesen Idvezítő (a latinban salvator, görögben szótér, amit megváltónak is szoktak fordítani) Jézus Krisztus nevének fordítása, egyben mellékneve is.
A keresztények azért nevezik Jézust Üdvözítőnek, mert számukra Ő az, aki üdvösséget hoz és szabadít meg minden bűntől. A katolikus egyházzal szemben a protestánsok, Pál apostol szavai után, csak a Jézus Krisztus a közbenjáró Isten és az emberek között.

## A művészetben
A művészettörténeti ikonográfiában a salvator mundi (a világ megváltója) kifejezést Krisztus egy bizonyos jellegzetes ábrázolására alkalmazták; jobb kezét áldásra emelve, baljában országalmával.
A téma németalföldi festők körében igen kedvelt volt, úgy mint Jan van Eyck, Hans Memling , de pl. Albrecht Dürer  és Leonardo da Vinci is foglalkozott a témával. Több ilyen témájú festményt Tizianónak tulajdonítanak, mindenekelőtt megemlítendő itt az Ermitázsban található Salvator Mundi  festménye.